# Parreira
Parreira is een plaats (freguesia) in de Portugese gemeente Chamusca en telt 1 015 inwoners (2001).